# LGBT práva v Togu

Duhová mapa Togo

Lesby, gayové, bisexuálové a translidé (LGBT) se v Togu setkávají s právními komplikacemi neznámými pro většinové spoluobčany. Mužský i ženský stejnopohlavní styk je zde ilegální.

## Zákony týkající se stejnopohlavní sexuální aktivity
Stejnopohlavní sexuální styk je v Togu ilegální a může být trestán odnětím svobody v délce trvání jednoho až tří roků a pokutou ve výši 100 až 500 tisíc CFA franků.

## Adopce dětí
Podle zdrojů z webových stránek francouzské vlády může osvojit dítě buď manželský pár nebo jednotlivec. Není zda žádná zmínka o tom, že by jiná sexuální orientace vyřazovala žadatele z adopčního procesu.

## Životní podmínky
Togo nemá žádné zákony zakazující diskriminaci jiných sexuálních orientací a genderových identit.
Ministerstvo zahraničí Spojených států amerických ve své zprávě z r. 2011 o lidských právech zaujímá toto stanovisko:

Formálně lze kohokoliv, kdo vykoná pohlavní styk s osobou téhož pohlaví, potrestat jedním až třemi lety vězení a pokutou 100 až 500 tisíc CFA franků (208 až 1 041 dolarů). V r. 2011 jsme nezaznamenali žádné zprávy o zahájených trestních řízeních proti homosexuálům nebo často s nimi souvisejících mravnostním deliktům. Osm osob odsouzených kvůli stejnopohlavní souloži v r. 2011 zůstává nadále uvězněných. Společenská diskriminace jiných sexuálních orientací a genderových identit nadále přetrvává. V zemi navíc nefungují žádné LGBT organizace.

## Souhrnný přehled
| Legální stejnopohlavní styk                                                               | Ilegální (Hrozí až tři roky vězení, pokuta) |
| Stejný věk legální způsobilosti k pohlavnímu styku pro obě orientace                      | No                                          |
| Anti-diskriminační zákony v zaměstnání                                                    | No                                          |
| Anti-diskriminační zákony ve službách a v obchodu                                         | No                                          |
| Anti-diskriminační zákony v ostatních oblastech (nepřímá diskriminace, homofobní projevy) | No                                          |
| Stejnopohlavní manželství                                                                 | No                                          |
| Stejnopohlavní soužití                                                                    | No                                          |
| Adopce dítěte partnera                                                                    | No                                          |
| Společná adopce stejnopohlavními páry                                                     | No                                          |
| Gayové a lesby smějí otevřeně sloužit v armádě                                            |                                             |
| Možnost změny pohlaví                                                                     | No                                          |
| Možnost umělého oplodnění pro lesbické ženy                                               | No                                          |
| Možnost náhradního mateřství                                                              | No                                          |